# The Age of Adz
The Age of Adz (Adz phát âm là /ɒdz/) là album phòng thu thứ sáu của ca sĩ/nhạc sĩ người Mỹ Sufjan Stevens, phát hành ngày 12 tháng 10 năm 2010 bởi Asthmatic Kitty. Đây là album dài đầu tiên của Stevens trong vòng 5 năm, từ khi phát hành Illinois năm 2005.
Album có nhiều hiệu ứng nhạc điện tử cộng với sự phối hợp của dàn nhạc, và lấy cảm hứng từ bìa đĩa của nghệ sĩ Royal Robertson. Việc dùng nhạc điện tử đánh dấu sự thay đổi phong cách của Stevens so với các nhạc phẩm trước đó—ví dụ như Seven Swans và Michigan. Không như Illinois, phần lời của The Age of Adz không liên quan đến các sự kiện hay nhân vật, thay vào đó là nội dung và cảm xúc cá nhân.
Album xuất hiện trên nhiều danh sách "best of 2010"- như của Paste, The New York Times và MTV. Về thương mại, đây là album có doanh số bán hàng tuần đầu cao nhất của Stevens tính tới thời điểm đó.

## Phát hành và tiếp nhận
The Age of Adz đạt ví trí số bảy trên Billboard 200, bán được 36,000 bản trong tuần đầu tại Mỹ. Đây là vị trí cao nhất của Stevens trên bảng xếp hạng cho tới nay. Nó cũng giành vị trí số một trên các danh sách "Rock Albums", "Independent Albums", "Alternative Albums" và "Folk Albums", và số hai trên "Digital Albums" và "Tastemaker Albums" của Billboard. Album cũng có mặt trên bảng xếp hạng của nhiều quốc gia khác.

### Tiếp nhận đánh giá
| Đánh giá chuyên môn  | Đánh giá chuyên môn |
| Điểm trung bình      | Điểm trung bình     |
| Nguồn                | Đánh giá            |
| -------------------- | ------------------- |
| Metacritic           | 80                  |
| Nguồn đánh giá       |                     |
| Nguồn                | Đánh giá            |
| Allmusic             | [ 7 ]               |
| BBC                  | (hỗn hợp)           |
| Consequence of Sound | [ 9 ]               |
| Entertainment.ie     | [ 10 ]              |
| Entertainment Weekly | (A-)                |
| The Guardian         | [ 12 ]              |
| The Independent      | [ 13 ]              |
| One Thirty BPM       | (89%)               |
| NME                  | [ 15 ]              |
| Pitchfork Media      | (8.4/10)            |
| Slant Magazine       | [ 17 ]              |
| Spin                 | [ 18 ]              |
| Sputnikmusic         | [ 19 ]              |

The Age of Adz nhận được những đánh giá tích cực từ khi được phát hành. Trên Metacritic, với thanh điểm 100, album nhận được điểm trung bình là 80, dựa trên 33 bài đánh giá. Bài hát được nhắc đến nhiều nhất trong các bài đánh giá là "Impossible Soul", với chiều dài 25 phút, bài hát này chiếm tới 1/3 album. Ryan Dombal của Pitchfork Media cho rằng "Impossible Soul" là "một ý tưởng hấp dẫn hơn hầu hết nghệ sĩ có thể tập hợp trong sự nghiệp", Alan Shulman của No Ripcord phê bình phần giữa của bài hát, nhưng cho rằng ba phút cuối bài là "một hớp không khí trong lành".

### Vinh danh
| Công bố            | Danh sách                     | Vị trí |
| ------------------ | ----------------------------- | ------ |
| Time               | Top 10 Albums of 2010         | #6     |
| Exclaim!           | Best Pop & Rock Album of 2010 | #8     |
| Pitchfork          | 50 top albums of 2010         | #25    |
| The New York Times | Top Pop 2010 Anthems          | #5     |
| MTV                | 20 Best Albums Of 2010        | #10    |
| Paste              | The 50 Best Albums of 2010    | #9     |

## Bảng xếp hạng
| Quốc gia       | Bảng xếp hạng (2010) | Vị trí cao nhất |
| -------------- | -------------------- | --------------- |
| Hoa Kỳ         | US Billboard 200     | 7               |
| Hoa Kỳ         | Independent Albums   | 1               |
| Vương quốc Anh | UK Albums Chart      | 30              |
| Na Uy          | VG-lista             | 19              |
| Ireland        | Irish Albums Chart   | 23              |

## Danh sách bài hát
Tất cả các ca khúc được viết bởi Sufjan Stevens.
| STT              | Nhan đề              | Thời lượng |
| ---------------- | -------------------- | ---------- |
| 1.               | "Futile Devices"     | 2:11       |
| 2.               | "Too Much"           | 6:44       |
| 3.               | "Age of Adz"         | 8:00       |
| 4.               | "I Walked"           | 5:01       |
| 5.               | "Now That I'm Older" | 4:56       |
| 6.               | "Get Real Get Right" | 5:10       |
| 7.               | "Bad Communication"  | 2:24       |
| 8.               | "Vesuvius"           | 5:26       |
| 9.               | "All for Myself"     | 2:55       |
| 10.              | "I Want to Be Well"  | 6:27       |
| 11.              | "Impossible Soul"    | 25:35      |
| Tổng thời lượng: | Tổng thời lượng:     | 74:49      |

- Ghi chú: Phiên bản vinyl của album, ba phút cuối "Impossible Soul" được chuyển tới cuối mặt C, ngay sau "I Want to be Well" vì lý do hạn chế thời gian và kỹ thuật.